# Kumsjön
Kumsjön är en sjö i Ljusdals kommun i Hälsingland och ingår i Ljusnans huvudavrinningsområde. Sjön har en area på 0,365 kvadratkilometer och ligger 294 meter över havet. Sjön avvattnas av vattendraget Kumsjöån.

## Delavrinningsområde
Kumsjön ingår i det delavrinningsområde (688833-151097) som SMHI kallar för Ovan 688600-151131. Medelhöjden är 342 meter över havet och ytan är 14,85 kvadratkilometer. Det finns inga avrinningsområden uppströms utan avrinningsområdet är högsta punkten. Kumsjöån som avvattnar avrinningsområdet har biflödesordning 4, vilket innebär att vattnet flödar genom totalt 4 vattendrag innan det når havet efter 163 kilometer. Avrinningsområdet består mestadels av skog (77 procent). Avrinningsområdet har 0,48 kvadratkilometer vattenytor vilket ger det en sjöprocent på 3,2 procent.